# Nekla (gemeente)
De gemeente Nekla is een stad- en landgemeente in het Poolse woiwodschap Groot-Polen, in powiat Wrzesiński.
De zetel van de gemeente is in Nekla.
Op 30 juni 2004 telde de gemeente 6598 inwoners.

## Oppervlakte gegevens
In 2002 bedroeg de totale oppervlakte van gemeente Nekla 96,24 km², waarvan:
- agrarisch gebied: 64%
- bossen: 31%

De gemeente beslaat 13,67% van de totale oppervlakte van de powiat.

## Demografie
Stand op 30 juni 2004:
| Omschrijving                   | Totaal | Totaal | Vrouwen | Vrouwen | Mannen | Mannen |
| ------------------------------ | ------ | ------ | ------- | ------- | ------ | ------ |
| eenheid                        | aantal | %      | aantal  | %       | aantal | %      |
| inwoners                       | 6598   | 100    | 3314    | 50,2    | 3284   | 49,8   |
| bevolkingsdichtheid (inw./km²) | 68,6   | 68,6   | 34,4    | 34,4    | 34,1   | 34,1   |

In 2002 bedroeg het gemiddelde inkomen per inwoner 1493 zł.

## Administratieve plaatsen (sołectwo)
Barczyzna, Chwałszyce, Gąsiorowo, Gierłatowo, Kokoszki, Mała Górka, Mystki, Nekielka, Opatówko, Podstolice, Racławki, Starczanowo, Stępocin, Stroszki, Targowa Górka, Zasutowo.

## Aangrenzende gemeenten
Czerniejewo, Dominowo, Kostrzyn, Pobiedziska, Września
- Virtual International Authority File: 164890011